# MSNBC
MSNBC là một kênh truyền hình cáp trả tiền dựa trên tin tức của Hoa Kỳ, thuộc sở hữu của NBCUniversal (một công ty con của Comcast). Nó cung cấp tin tức cho NBC News cũng như báo cáo và bình luận chính trị về các sự kiện tin tức đang xảy ra.

Logo kênh

MSNBC và trang web của nó được thành lập vào năm 1996 dưới sự hợp tác giữa Microsoft và đơn vị NBC của General Electric, do đó kênh này được đặt tên là MSNBC. Mặc dù có cùng tên, msnbc.com và MSNBC duy trì cấu trúc công ty và hoạt động tin tức riêng biệt. msnbc.com có trụ sở chính trong khuôn viên Microsoft ở Redmond, Washington, trong khi MSNBC hoạt động ngoài trụ sở chính của NBC ở Thành phố New York. Microsoft đã rút cổ phần của mình trong kênh MSNBC vào năm 2005 và trên msnbc.com vào tháng 7 năm 2012. Trang web tin tức tổng hợp được đổi tên thành NBCNews.com và msnbc.com mới được thành lập làm trang chủ trực tuyến của kênh truyền hình cáp.
Vào cuối mùa hè của năm 2015, MSNBC đã cải tiến các chương trình của mình; các động thái này hoàn toàn đi ngược lại với với các quyết định về chương trình trước đó tại kênh này. MSNBC đã tìm cách làm sắc nét hình ảnh tin tức của mình bằng cách tham gia vào mối quan hệ biên tập viên kép với công ty mẹ tổ chức NBC News. MSNBC Live, nền tảng tin tức ban ngày hàng đầu của mạng, đã được mở rộng để phủ sóng hơn tám giờ trong ngày. Phil Griffin là chủ tịch và giám đốc hoạt động hàng ngày của MSNBC. Vào ngày 29 tháng 6 năm 2015, MSNBC đã khởi động việc cung cấp hình ảnh với độ phân giải cao 1080i.
Tính đến tháng 9 năm 2018, khoảng 87 triệu hộ gia đình ở Hoa Kỳ (90,7% thuê bao truyền hình trả tiền) đang xem MSNBC. Năm 2019, MSNBC đứng thứ hai trong số các mạng cáp cơ bản có trung bình 1,8 triệu người xem, sau đối thủ Fox News.